# Guatteria elegans
Guatteria elegans är en kirimojaväxtart som beskrevs av Scharf. Guatteria elegans ingår i släktet Guatteria och familjen kirimojaväxter. Inga underarter finns listade i Catalogue of Life.